# Cosmobilities Network
Das Cosmobilities Network ist ein Zusammenschluss von Sozialwissenschaftlern aus dem internationalen Raum mit einem geographischen Schwerpunkt in Europa und wurde im Jahr 2004 von den Soziologen John Urry und Sven Kesselring im Rahmen des damaligen Sonderforschungsbereichs 536 (Reflexive Modernisierung) in München gegründet. Das Netzwerk agiert ohne eingetragene Rechtsform und wurde in den Jahren 2005 bis 2009 von der Deutschen Forschungsgemeinschaft gefördert. Es organisiert im ein- bis zweijährigen Rhythmus internationale Tagungen mit theoretischen und empirischen Beiträgen zur sozialwissenschaftlichen Mobilitätsforschung.

## Veröffentlichungen
- Ole B. Jensen, Sven Kesselring, Mimi Sheller (Hrsg.): Mobilities and Complexities. Routledge, 2018.
- Malene Freudendal-Pedersen, Sven Kesselring: Exploring Networked Urban Mobilities. Theories, Concepts, Ideas. Routledge, New York 2017.
- Malene Freudendal-Pedersen, Kevin Hannam, Sven Kesselring: Applied mobilities, transitions and opportunities. 2016.
- Marcel Endres, Katharina Manderscheid, Christophe Mincke: The mobilities paradigm: Discourses and ideologies. Transport and society. Routledge, London/New York 2016.
- Sven Kesselring, Gerlinde Vogl, Susanne Witzgall: New Mobilities Regimes. The Analytical Power of the Social Sciences and the Arts. Ashgate, Aldershot/Burlington 2013.
- Monika Büscher, John Urry, Katian Witchger: Mobile methods. Routledge, Abingdon, Oxon/New York 2010.
- Saulo Cwerner, Sven Kesselring, John Urry: Aeromobilities. Routledge, London 2009
- Timo Ohnmacht, Hanja Maksim, Manfred M. Bergman: Mobilities and inequality. Transport and society. Ashgate, Burlington 2009.
- Weert Canzler, Vincent Kaufmann, Sven Kesselring: Tracing Mobilities. Towards a cosmopolitan perspective. Ashgate, Aldershot/Burlington 2008.
- John Urry: Mobilities. Polity Press. Cambridge u. a. 2007.